# 凉山羊茅
凉山羊茅（学名：Festuca liangshanica）为禾本科羊茅属下的一个种。

## 扩展阅读
- 維基物種上的相關：凉山羊茅